# Roger Boli
Roger Boli (Abidjan, 26 settembre 1965) è un ex calciatore ivoriano naturalizzato francese, di ruolo attaccante.

## Biografia
Fratello maggiore del Nazionale francese Basile Boli, anche i suoi figli Kévin, Yohan e Charles ed il nipote Yannick sono calciatori.

## Carriera
Roger Boli fu uno dei tre capocannonieri della Ligue 1 nella stagione 1993-1994.